# Unidad Ejecutora del Fondo Nacional de Solidaridad y Equidad
La Unidad Ejecutora del Fondo Nacional de Solidaridad y Equidad (UE-FNSE) es una institución boliviana del nivel desconcentrado y perteneciente al  Ministerio de la Presidencia de Bolivia. Esta unidad es la encargada de implementar y ejecutar proyectos y programas destinadas al beneficio solamente exclusivo de las personas discapacitadas de toda Bolivia. Fue creada el 6 de abril del año 2011 mediante Decreto Supremo N°0839.

## Historia
La Historia de la Unidad Ejecutora del Fondo Nacional de Solidaridad y Equidad nace con la eliminación del financiamiento de dinero estatal hacia los partidos políticos y agrupaciones ciudadanas. Inicialmente, dichos recursos económicos se encontraban a cargo del Ministerio de Justicia y Transparencia Institucional de Bolivia mediante decreto supremo N°445 del 10 de marzo de 2010 y se encontraba reglamentada por la Ley 3925.
Pero debido a la falta de ejecución de proyectos y a la necesidad de contar con una unidad especializada, el 6 de abril de 2011 y durante el segundo gobierno de Evo Morales se decide crear la Unidad Ejecutora del Fondo Nacional de Solidaridad y Equidad (UE-FNSE) como una institución desconcentrada pero dependiente del Ministerio de la Presidencia.

### Renta para personas con discapacidad
Según la ley Ley N.º 223 "Para Personas con Discapacidad" establece el pago de una renta anual de Bs. 1.000 (147 dólares) para todas las personas con discapacidad grave y muy grave. Dichos recursos económicos son transferidos por la UE-FNSE directamente al Ministerio de Salud y Deportes de Bolivia, quien operativiza y procede el pago a los beneficiarios de este bono. Cabe mencionar que el presupuesto para el pago de esta renta es de 40 millones de bolivianos cada año.

### Directores generales ejecutivo
| Nombre                               | Posesionado/a por el Ministro/a | Período como Director Ejecutivo                  | Duración en el Cargo     | Referencias |
| ------------------------------------ | ------------------------------- | ------------------------------------------------ | ------------------------ | ----------- |
| Carla Rossana Hindia Suárez Santalla | Juan Ramón Quintana             | 13 de febrero de 2013 - 17 de julio de 2017      | 2 años y 9 meses         |             |
| Raúl Escalante Flores                | Alfredo Rada Vélez              | 25 de enero de 2018 - 10 de noviembre de 2019    | 1 año, 9 meses y 16 días |             |
| Patricia Dalens Cultrera             | Yerko Núñez Negrette            | 20 de noviembre de 2019 - 2 de diciembre de 2021 | 1 año y 13 días          |             |
| Efraín Rodríguez Chávez              | María Nela Prada                | 3 de diciembre de 2020 - 15 de marzo de 2022     | 1 año, 3 meses y 12 días | [ 2 ]       |
| Gregorio Batallanos Santos           | María Nela Prada                | 15 de marzo de 2022-10 de mayo de 2024           | 2 años, 1 mes y 26 días  |             |
| Rosa Queso Ichuta                    | María Nela Prada                | 10 de mayo de 2024-Actualidad                    | 1 año, 2 meses y 10 días |             |

## Organización
La Unidad Ejecutora del Fondo Nacional de Solidaridad y Equidad se organiza principalmente en un director general ejecutivo y cuatro responsables de unidad, de la siguiente manera:

### Director general ejecutivo
El director general ejecutivo es la "Máxima Autoridad Ejecutiva" (MAE) de la Unidad. Bajo su mando directo se encuentra su secretaria y su comunicador. Así mismo, en cuanto a la jerarquía, el director o la directora general ejecutivo (a) se encuentra por encima de los 4 responsables de unidad. 
1. Secretaría
2. Comunicador

- Administrador Responsable de Unidad. Bajo su mando se encuentran los siguientes cargos.

1. Profesional en Contrataciones
2. Profesional en Recursos Humanos
3. Profesional de Presupuesto
4. Profesional en Administración Contable
5. Técnico en Sistemas I
6. Técnico en Sistemas II
7. Técnico Administrativo
8. Auxiliar Administrativo

- Responsable de Programas y Proyectos. Bajo su mando se encuentran los siguientes cargos.

1. Profesional en Programas y Proyectos I
2. Profesional en Programas y Proyectos II
3. Profesional en Programas y Proyectos III
4. Técnico en Programas y Proyectos

- Responsable de Enlace Interinstitucional y Capacitación. Bajo su mando se encuentran los siguientes cargos.

1. Técnico Psicosocial y Capacitación I
2. Técnico Psicosocial y Capacitación II
3. Técnico en Trabajo Social

- Responsable Legal. Bajo su mando se encuentra el siguiente cargo.

1. Técnico Legal I

Los siguientes cargos también pertenecen al UE-FNSE pero no dependen de ningún responsable de unidad:
1. Intérprete de Lengua de Señas de La Paz
2. Intérprete de Lengua de Señas de Cochabamba
3. Intérprete de Lengua de Señas de Santa Cruz
4. Intérprete de Lengua de Señas de Oruro
5. Auxiliar de Servicios